# 근본적 위반
근본적 위반(Material breach)은 영미법상 개념으로 계약의 중요하고 중대한 사안을 위반하였을 경우를 말한다. 계약법에서는 근본적 위반을 평가할 때 위반이 얼마나 중대하고 핵심적인가 사안별로 따져본다. 예를 들어 퇴거소송은 임대료 지연료 지불 안 하는 것은 근본적 위반이 아닌 것이나 가수공연계약에서 공연 펑크는 근본적 위반으로 볼 수 있다. 국제법상 국가간 조약상 의무에도 근본적 위반을 따진다.

## 관련 문헌
- 명순구 편저, 편집. (2004년 8월 27일). 《쉽게 익히는 미국계약법입문》 초판. 서울: 법문사. ISBN 89-18-01083-4.
- 김선국, 미국계약법연구서설, 財産法硏究 第23卷 第3號, 2007. 2.
- 가정준, 미국계약법의 구조와 이해, 財産法硏究 第23卷 第3號, 2007. 2.